# Route nationale 330 (Espagne)
Pour les articles homonymes, voir Route nationale 330 (homonymie).
La N-330 est une route nationale espagnole reliant Alicante à Somport et la France.
Au nord, elle se prolonge en France par la RN 134 jusqu'à Pau (en connexion avec l'autoroute française A64).
Entre Teruel et Somport, la N-330 suit en parallèle l'autoroute A-23 qui relie Valence au tunnel de Somport via Sagonte, Teruel, Saragosse, Huesca et Jaca.